# Singuläre Kohomologie
Die singuläre Kohomologie ist eine Methode aus dem mathematischen Teilgebiet der algebraischen Topologie, die einem beliebigen topologischen Raum eine Folge abelscher Gruppen zuordnet. Anschaulich gesprochen zählt sie die verschieden-dimensionalen Löcher eines Raumes. 
Definiert ist die singuläre Kohomologie als Kohomologie zum singulären Kokettenkomplex. Genauso wie die singuläre Homologie ist sie eine Invariante des zugrunde gelegten topologischen Raums. Sie hat jedoch im Gegensatz zur singulären Homologie den Vorteil, dass die Folge ihrer Kohomologiegruppen zusammen mit dem Cup-Produkt einen Ring bilden.

## Singulärer Kokettenkomplex
Sei {\displaystyle X} ein topologischer Raum und {\displaystyle G} eine abelsche Gruppe. Mit {\displaystyle C_{p}(X)} wird der singuläre Kettenkomplex von {\displaystyle X} bezeichnet. Für jede natürliche Zahl {\displaystyle p>0} definiere
{\displaystyle C^{p}(X;G):=\operatorname {Hom} (C_{p}(X),G)\,,}
wobei {\displaystyle \operatorname {Hom} (C_{p}(X),G)} die Gruppe der Gruppenhomomorphismen von {\displaystyle C_{p}(X)} nach {\displaystyle G} ist. Die Elemente von {\displaystyle C^{p}(X;G)} heißen singuläre Koketten mit Koeffizienten in {\displaystyle G} oder kurz {\displaystyle p}-Koketten.
Der Randoperator {\displaystyle \partial _{p}\colon C_{p}(X)\to C_{p-1}(X)} des singulären Kettenkomplexes induziert einen Randoperator
{\displaystyle \delta _{p}\colon C^{p}(X;G)\to C^{p+1}(X;G)},
der Korandoperator genannt wird. Er lässt sich durch {\displaystyle \delta \phi (c)=\phi (\partial c)} charakterisieren, woraus {\displaystyle \delta _{p+1}\delta _{p}=0} folgt. Dies ergibt den Kokettenkomplex
{\displaystyle \ldots \longrightarrow C^{p-1}(X;G){\stackrel {\delta _{p-1}}{\longrightarrow }}C^{p}(X;G){\stackrel {\delta _{p}}{\longrightarrow }}C^{p+1}(X;G){\stackrel {\delta _{p+1}}{\longrightarrow }}\ldots },
der singulärer Kokettenkomplex genannt wird.

## Singuläre Kohomologie
Die singuläre Kohomologie ist nun die Kohomologie bezüglich des singulären Kokettenkomplexes. Eine {\displaystyle p}-Kokette {\displaystyle \phi } heißt Kozykel, falls {\displaystyle \delta \phi =0} gilt, und Korand, falls ein {\displaystyle \psi \in C^{p-1}(X;G)} mit {\displaystyle \delta \psi =\phi } existiert. Im Folgenden wird mit {\displaystyle Z^{p}(X;G)} die Gruppe der Kozykel und mit {\displaystyle B^{p}(X;G)} die Gruppe der Koränder bezeichnet. Beide Gruppen sind Untergruppen von {\displaystyle C^{p}(X;G)}. Die singuläre Kohomologie {\displaystyle H^{p}(X;G)} mit Koeffizienten in {\displaystyle G} ist dann definiert als die Quotientengruppe
{\displaystyle H^{p}(X;G):=Z^{p}(X;G)/B^{p}(X;G)}.
Direkt aus den Definitionen ergibt sich die folgende Interpretation der Begriffe "Kozykel" und "Korand". Eine Kokette {\displaystyle \phi :C_{p}(X)\rightarrow G} ist ein Kozykel genau dann, wenn {\displaystyle \phi } auf Rändern verschwindet, also {\displaystyle \phi (\partial c)=0} für alle {\displaystyle c\in C_{p+1}(X)} gilt. Eine Kokette ist ein Korand, wenn sie auf Zykeln verschwindet, also {\displaystyle \phi (z)=0} für alle {\displaystyle z\in C_{p}(X)} mit {\displaystyle \partial z=0}. Insbesondere repräsentieren zwei Kozykel {\displaystyle \phi ,\phi ^{\prime }:C_{p}(X)\rightarrow \mathbb {R} } genau dann dieselbe Kohomologieklasse, wenn sie auf allen Zykeln dieselben Werte annehmen, also {\displaystyle \phi (z)=\phi ^{\prime }(z)} für alle {\displaystyle z\in C_{p}(X)} mit {\displaystyle \partial z=0}.
Die Elemente von {\displaystyle H^{*}(X;G)} werden als Kohomologieklassen (mit Koeffizienten in {\displaystyle G}) bezeichnet.

## Eigenschaften

### Kontravarianter Funktor
Die singuläre Kohomologie ist ein kontravarianter Funktor von der Kategorie der topologischen Räume in die Kategorie der abelschen Gruppen. Der Funktor hat also die folgenden zwei Eigenschaften.
Seien {\displaystyle f\colon X\to Y} und {\displaystyle g\colon Y\to Z} zwei stetige Abbildungen zwischen topologischen Räumen. Mit {\displaystyle f^{*}} und {\displaystyle g^{*}} werden die induzierten Kohomologiehomomorphismen bezeichnet. Dann gilt
{\displaystyle (g\circ f)^{*}=f^{*}\circ g^{*}}.
Außerdem ist der durch die identische Abbildung induzierte Kohomologiehomomorphismus wieder die identische Abbildung.

### Lange exakte Sequenz
Für einen topologischen Unterraum {\displaystyle Y\subseteq X} ist der singuläre Komplex {\displaystyle C_{\bullet }(Y)} ein Unterkomplex von {\displaystyle C_{\bullet }(X)}, und mit {\displaystyle C_{\bullet }(X,Y):=C_{\bullet }(X)/C_{\bullet }(Y)} erhält man eine kurze exakte Sequenz von Kettenkomplexen, die durch Anwendung von {\displaystyle \operatorname {Hom} (\cdot ,G)} eine kurze exakte Sequenz von Kokettenkomplexen ergibt:
{\displaystyle 0\to C^{\bullet }(X,Y,G)\to C^{\bullet }(X,G)\to C^{\bullet }(Y,G)\to 0}.
Daraus ergibt sich mit Methoden der homologischen Algebra die lange exakte Kohomologiesequenz
{\displaystyle \dots \to H^{k}(X,Y,G)\to H^{k}(X,G)\to H^{k}(Y,G)\to H^{k+1}(X,Y,G)\to H^{k+1}(X,G)\to H^{k+1}(Y,G)\to \dots }.
Die Gruppen {\displaystyle H^{k}(X,Y,G)} heißen relative singuläre Kohomologiegruppen.

### Topologische Invariante
Die singulären Kohomologiegruppen sind topologische Invarianten des zugrunde liegenden Raums. Seien also {\displaystyle X} und {\displaystyle Y} zwei topologische Räume und {\displaystyle f\colon X\to Y} ein Homöomorphismus, dann sind für alle {\displaystyle p} und für jede abelsche Gruppe {\displaystyle G} die Kohomologiegruppen {\displaystyle H^{p}(X;G)} und {\displaystyle H^{p}(Y;G)} isomorph.

### Homotopie-Invarianz
Homotope Abbildungen {\displaystyle f,g\colon X\to Y} induzieren dieselben Abbildungen {\displaystyle f^{*},g^{*}\colon H^{*}(Y,G)\to H^{*}(X,G)}. Homotopieäquivalenzen {\displaystyle f\colon X\to Y} induzieren Isomorphismen {\displaystyle f^{*}\colon H^{*}(Y,G)\to H^{*}(X,G)}. 

### Mayer-Vietoris-Sequenz
Sei {\displaystyle X=A\cup B} eine (nicht disjunkte) Zerlegung mit 
{\displaystyle X=int(A)\cup int(B)}.
Dann gibt es eine exakte Sequenz
{\displaystyle \cdots \rightarrow H^{n}(X;G)\rightarrow H^{n}(A;G)\oplus H^{n}(B;G)\rightarrow H^{n}(A\cap B;G)\rightarrow H^{n+1}(X;G)\rightarrow \cdots }.

### De-Rham-Kohomologie und Simpliziale Kohomologie
Wenn {\displaystyle X} eine differenzierbare Mannigfaltigkeit ist, dann ist {\displaystyle H^{*}(X,\mathbb {R} )} isomorph zur De-Rham-Kohomologie {\displaystyle H_{dR}^{*}(X)}. Wenn {\displaystyle X} homöomorph zur Geometrischen Realisierung {\displaystyle \mid K\mid } eines Simplizialkomplexes {\displaystyle K} ist, dann ist {\displaystyle H^{*}(X,G)} isomorph zur simplizialen Kohomologie {\displaystyle H^{*}(K,G)}.

## Cup-Produkt
Im Gegensatz zur singulären Homologie ist es bei singulären Kohomologieklassen möglich, auf ihnen ein assoziatives, graduiert kommutatives und distributives Produkt zu definieren. Dieses wird Cup-Produkt genannt und induziert auf den Kohomologiegruppen eine Ringstruktur.